# Paradisul acum
Paradisul acum (în limba arabă الجنّة الآن) este un film palestinian lansat în anul 2005, care a câștigat  Globul de Aur pentru cel mai bun film străin. Filmul spune povestea a doi tineri palestinieni care se pregătesc pentru un atac sinucigaș în Israel.

## Poveste
Filmul spune povestea a doi tineri palestinieni,prieteni din copilărie, Said (Kais Nashef) și Khaled (Ali Suliman) care se pregătesc pentru un atac sinucigaș în Israel. Filmul este un thriller psihologic
ce dezbate problematica martiriului și implicațiile acestui act asupra tânărului musulman.
Filmul începe cu puțin timp înainte ca Said și Khaled să fie  cooptați de o organizație palestiniană pentru a duce la îndeplinire atacul sinucigaș în Tel Aviv.
Cei doi tineri sunt deciși să ducă la bun sfînșit această misiune , dar în același timp există și momente în care pun la îndoială dacă decizia luată este cea corectă.
Filmul surprinde de asemenea în detaliu acțiunile de pregătire a celor doi tineri musulmani pentru atacul sinucigaș.
Ritualul  de pregătire presupune bărbieritul, tunsul , servirea unei mese bogate precum și filmarea în care dezvăluie ceea ce urmau să facă luându-și în același timp adio de la familii.
Apoi cei doi tineri se îmbracă în costume negre  sub care  se află explozibilul.
Said și Khaled vor merge în Israel pretinzând a se duce să participe  la o nuntă.
Povestea este centrată mai ales în jurul lui Said al cărui tată a fost executat cînd acesta avea doar 10 ani . 
În cadrul scenariului apare și un personaj feminin- o tînără din Maroc-Suha- pe care Said o cunoaște la atelierul auto la care lucra și de care se îndrăgostește.
Această își va expune argumentele împotriva violenței subliniind faptul că familiile martirilor vor suferi iar astfel de atacuri vor genera o și mai mare dorință de răzbunare și opresiune a  palestinienilor.Aceasta va afirma cu tărie faptul că acțiunile celor doi nu sunt o dovadă de eroism ci de răzbunare.

## Istishadul în Islam
„Istishad” (în arabă استشهاد‎) este termenul arab prin care este exprimat conceptul de martiriu, moarte eroica prin sinucidere.
Ideea de martiriu este înrădăcinată mai ales în cultura Shia. Șiiții îl venerează în special pe Husayn Ibn Ali (fiul califului Ali) al cărui moarte eroică în bătălia de la Karbala rămîne un simbol pentru musulmanii șiiți din întreaga lume.
În perioada modernă termenul face referire mai ales la atacurile sinucigașe care constau în plasarea explozibilului în jurul trupului, într-un vehicol sau o geantă.

## Conflictul dintre Israel și Palestina
Una dintre temele abordate de acest film este aceea a conflictului dintre Israel și Palestina.
înfruntările dintre statul Israel, fondat în 1948, și popoarele arabe, în special cel palestinian, s-au situat aproape permanent în fruntea discuțiilor politice internaționale ca și a celor mediatice. 
Originea conflictului arabo-palestinian rezidă în revendicarea unui teritoriu: acela al Palestinei. Plecând de la argumente religioase și până la cele politice, evreii și palestinienii încearcă fiecare să-și dovedească legitimitatea asupra acestui pământ,legitimitate care  să excludă pretențiile celeilalte părți.

## Premii
Producția a obținut  o serie de premii și nominalizări la festivaluri din întreaga lume :
| Premiu                                        | Anul | Categorie                        | Rezultat    |
| --------------------------------------------- | ---- | -------------------------------- | ----------- |
| Premiile Oscar                                | 2006 | Cel mai bun film străin          | Nominalizat |
| Globul de Aur                                 | 2013 | Cel mai bun film străin          | Câștigător  |
| Festivalul Internațional de film de la Berlin | 2005 | Amnesty International Film Prize | Câștigător  |
| Festivalul Filmului European                  | 2005 | Cel mai bun scenariu             | Câștigător  |

## Recenzii
New York Times afirmă despre această producție   faptul că este un thriller de valoare,axat  pe implicațiile psihologice și oarecum detașat de elemente politice .
Criticii sunt de părere că filmul surprinde problematica terorismului dintr-un unghi diferit și anume acela al tînărului musulman angajat în acest demers și al trăirilor și gîndurilor acestuia.
În urma atacurilor din 11 septembrie, o astfel de abordare vine să arate mai ales în rîndul opiniei publice din SUA, o altă latură a istishadului , oferind perspectiva individului, musulmanului care se pregătește pentru un atac terorist.